# Lenochod tříprstý
Lenochod tříprstý (Bradypus tridactylus) je velmi pomalu se pohybující a netečně působící savec, trávící svůj život převážně skrytě ve větvích stromů.

## Výskyt
Druh se vyskytuje na severovýchodě Jižní Ameriky v oblastí Guayanské vysočiny až po řeku Amazonku, tj. ve státech Venezuela, Guayana, Francouzská Guayana, Surinam a Brazílie.
Žije ve vlhkém nížinném až horském tropickém pralese v jedné z nejzachovalejší části povodí Amazonky v neklesajících počtech a prozatím není ohrožen vyhynutím.

## Popis

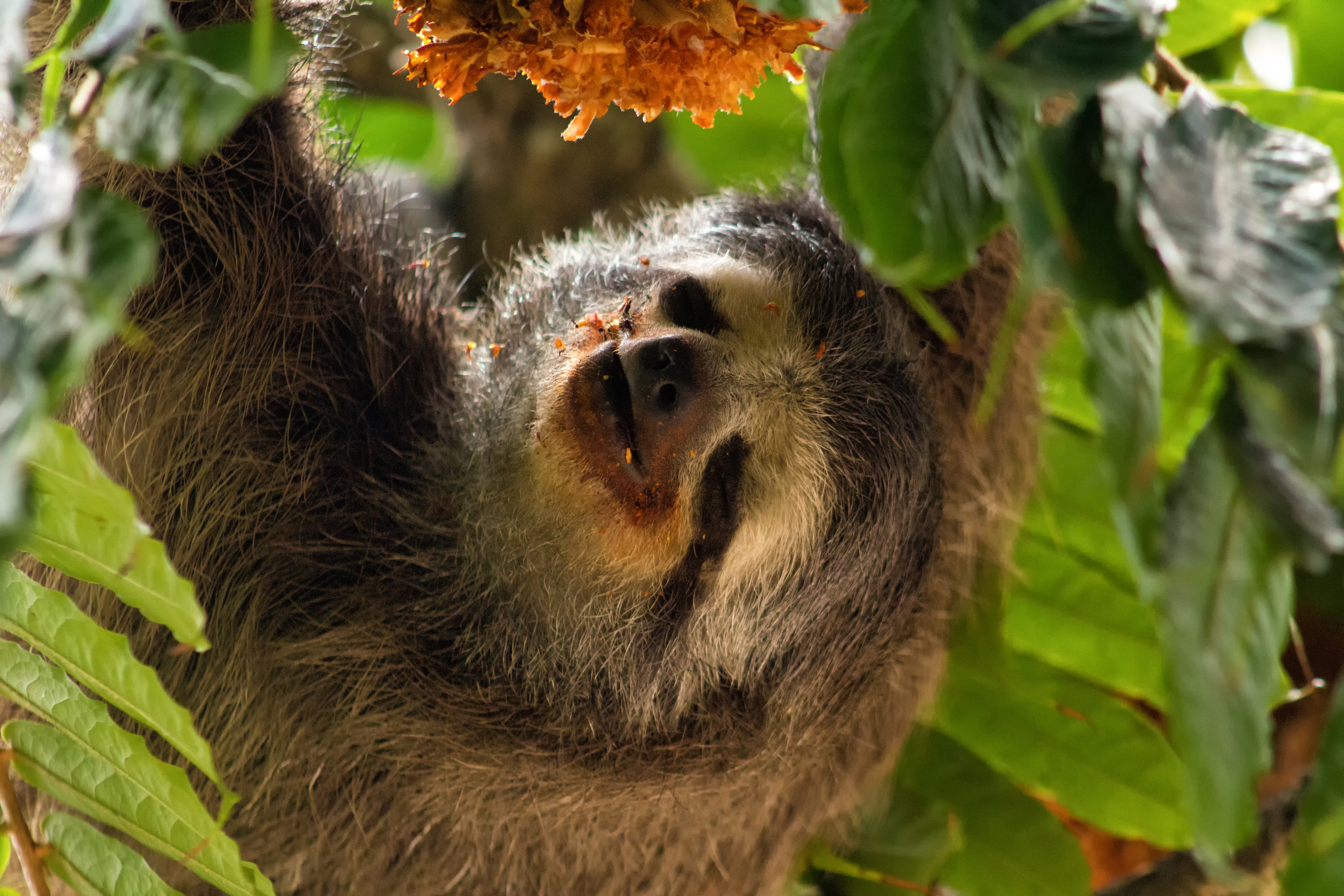
Lenochod tříprstý - detail

Tento stromový savec zavalitého těla bývá dlouhý 50 až 60 cm a vážívá 4 až 4,5 kg. Má krátký ocas (5 cm), jeho hlava je oblá s tupým nosem, ušní boltce nemá. Končetiny jsou poměrně slabé, přední jsou téměř dvakrát tak dlouhé jako zadní, všechna chodidla jsou zakončena třemi srostlými prsty se silnými, zahnutými drápy z nichž prostřední je nejdelší (až 7,5 cm). Samice má na hrudi dvě mléčné žlázy. Dlouhý krk obsahuje devět obratlů a je velmi pohyblivý, dovoluje otočit hlavu o více než 180°. Šedá srst je dlouhá, hustá a jemná, vyrůstá opačně od břicha směrem vzhůru a má zelenavý nádech od drobných řas žijících na ní v symbióze.

## Chování
Mimo období páření žijí jedinci osaměle, v zajetí se k sobě chovají agresivně. Žije výhradně na stromech, kde si při pomalém lezení vždy pečlivě vybere větev, které se bezpečně chytí, na zem sestupuje jen ojediněle. Po zemi nemůže příliš dobře na svých slabých nohou chodit a pohybuje se spíše plazením, umí však plavat a díky drápům šplhat. Aktivní je převážně během dne, prospí průměrně 20 hodin denně, visí přitom z vodorovné větve zaháknut za drápy zády dolů či sedí v rozsoše, díky svému zbarvení dokonale splývá s okolím. Na stromě se páří, rodí i vychovává mláďata a ostrými drápy se brání proti predátorům.

## Stravování
Je býložravcem, živí se převážně listy, pupeny a mladými větvičkami stromů rodu Cecropia. Jeho tělesná teplota v klidu klesá až ke 12 °C, v porovnání s jinými savci stejné velikosti má pomalý metabolismus, málo svalové hmoty a minimálně se pohybuje, proto si vystačí s malým množstvím nepříliš výživné potravy.

## Rozmnožování
Rozmnožovat se může v průběhu celého roku, samec po kopulaci odchází. Jediné mládě se rodí po průměrné 4 až 6měsíční březosti na začátku období sucha, většinou od konce července do začátku září. Potomek je zprvu zavěšen na matčině břichu která ho kojí, později se začíná sám živit listy. V mladém věku mu matka podává z úst vzorky listů, které v daném prostředí rostou, a předává mu tak i střevní mikroflóru potřebnou k jejich trávení. Po zvládnutí samostatného života, asi ve věku jednoho roku, jej matka opouští.
Samice pohlavně dospívají ve věku 4,5 a samci 3 let. Jeho hlavními predátory jsou jaguár, ocelot, harpyje a anakonda. Žije v místech jen velice řídce obydlených a proto ani nebývá loven. Podle IUCN je lenochod tříprstý hodnocen jako druh málo dotčený (LC).